# Tschermakite
La tschermakite est un minéral monoclinique riche en calcium de formule ☐Ca2(Mg3Al2)(Si6Al2)O22(OH)2,, un pôle pur des hornblendes (de la famille des amphiboles). Elle est fréquemment synthétisée avec ses membres de la série de solutions solides ternaires, la trémolite et la cummingtonite, de sorte que les propriétés thermodynamiques de son assemblage peuvent être appliquées à la résolution d'autres séries de solutions solides à partir d'une variété de minéraux amphiboles. Assez répandue sur terre, elle a été décrite à partir d'un échantillon venant de Bamle en Norvège.

## Composition minérale
La tschermakite est un pôle pur du sous-groupe de la hornblende dans le groupe des amphiboles calciques. Les amphiboles riches en calcium ont la formule générale X 2–3 Y5 Z8 O22 (OH)2 où X = Ca, Na, K, Mn ; Y = Mg, Fe+2, Fe+3, Al, Ti, Mn, Cr, Li, Zn ; Z = Si, Al. La structure de la trémolite (Ca2Mg5(Si8O22)(OH,F)2), une autre amphibole calcique, est couramment utilisée comme norme pour les amphiboles calciques à partir desquelles les formules de leurs substitutions sont dérivées. La grande variété de minéraux classés dans le groupe des amphiboles est due à leur grande capacité de remplacement ionique, ce qui donne lieu à une composition chimique très variable. Les amphiboles peuvent être classés sur la base de la substitution d'ions sur le site X ainsi que de la substitution de AlAl pour Si(Mg, Fe+2). Dans les amphiboles calciques comme la tschermakite Ca2(Mg, Fe2+)3Al2(Si6Al2)O22(OH)2, l'ion prédominant en position X est occupé par Ca comme dans la trémolite, tandis que la substitution MgSi ↔ AlAl se produit sur le site Y et le site Z tétraédrique.

## Occurrence géologique
Les hornblendes sont les plus courantes des amphiboles et se forment dans de nombreux environnements de pression et de température. La tschermakite, pour sa part, se trouve dans les éclogites et les roches ignées ultramafiques ainsi que dans les roches métamorphiques de degré moyen à élevé. Elle est répandu dans le monde entier, mais a été particulièrement étudié au Groenland, en Écosse, en Finlande, en France et en Ukraine. Du fait que les amphiboles comme la tschermakite sont hydratés (contenant un groupe OH), elles peuvent se décomposer en minéraux anhydres plus denses comme le pyroxène ou le grenat à haute température. Elles peuvent être recomposées dans une réaction inverse à partir de pyroxènes à la suite de la cristallisation de roches ignées ainsi que lors du métamorphisme. En raison de cette réversibilité, les conditions de pression et de température (P-T) ont été calculées à plusieurs reprises pour la cristallisation des hornblendes dans les magmas calco-alcalins. En plus d'étudier le contenu tschermakitique d'origine naturelle, les géologues l'ont fréquemment synthétisé afin de calculer plus précisément sa place en tant que membre final de la hornblende.

## Structure minérale
Le groupe des amphiboles est constitué de séries orthorhombiques et monocliniques. Les hornblendes et la tschermakite ont toutes une structure cristalline monoclinique. Le classe cristalline de la tschermakite est 2/m.
La tschermakite, ainsi que toutes les variétés de hornblende, sont des inosilicates et, comme les autres amphiboles constituant des roches, ce sont des silicates à double chaîne. La structure de l'amphibole est caractérisée par la présence de deux doubles chaînes de tétraèdres SiO4 (T1 et T2), encadrées par une bande de cations occupant les sites octaédriques M1, M2 et M3. Une grande partie des recherches et discussions concernant la tschermakite et la trémolite s'est concentrée sur la résolution des différents placements des cations et des substitutions d'aluminium, qui semblent se produire sur tous les sites T et M.
La composition des extrémités de la tschermakite est instable et la plupart des échantillons analysés sont proches d'une ou plusieurs des jonctions tschermakite/hastingsite/pargasite/sadanagaïte. Tout échantillon de tschermakite doit donc être analysé par analyse chimique qualitative (idéalement en combinaison avec la spectroscopie Mössbauer).

## Propriétés physiques
La tschermakite se présente sous une couleur allant du vert au noir, avec une strie blanc verdâtre. Ce minéral peut être transparent à translucide et possède un éclat vitreux. Il exhibe un clivage parfait caractéristique des amphiboles sur le plan [110]. Sa densité moyenne est de 3,24, et sa dureté varie entre 5 et 6. Sa fracture est cassante à conchoïdale. En lame mince, le signe optique et son angle 2V varient considérablement, ce qui les rend peu fiables pour l'identification. Le minéral présente également un pléochroïsme distinct dans les teintes brunes et vertes.
La tschermakite a été nommée en l'honneur du minéralogiste autrichien, le professeur Gustav Tschermak von Seysenegg (1836-1927), dont le manuel de minéraux Lehrbuch der Mineralogie (publication originale 1883) a été décrit comme l'équivalent allemand des travaux d'Edward Salisbury Dana (Mineralogy, 1885). En 1872, le professeur Tschermak a fondé l'une des plus anciennes revues de géosciences d'Europe, Mineralogische Mitteilungen. Dans le premier volume de cette publication, Tschermak a établi certaines des premières classifications du groupe des amphiboles par rapport au groupe des pyroxènes (Tschermak 1871), ce qui a sans doute conduit à la formule Ca2Mg3Al4Si6O22(OH)2 connue sous le nom de molécule de Tschermak, cette formule minérale a ensuite reçu le nom de tschermakite, proposée pour la première fois par Winchell (1945). Le professeur Tschermak a travaillé pendant de nombreuses années comme conservateur du Cabinet minéralogique impérial. Le département minéralogique du Musée impérial d'histoire naturelle de Vienne – une impressionnante collection de minéraux, de météorites et de fossiles – doit son système d'inventaire détaillé au professeur Tschermak, qui a contribué à sa préservation jusqu'à aujourd'hui ainsi qu'à l'agrandissement de sa collection de météorites. Il était professeur titulaire de minéralogie et de pétrographie à l'Université de Vienne ainsi que membre à part entière de l'Académie impériale des sciences de Vienne. Il fut également le premier président de la Société minéralogique viennoise (aujourd'hui autrichienne), fondée en 1901. Une nécrologie du « Hofrat Professor Dr Gustav Tschermak » écrite par Edward S. Dana (1927) peut être trouvée dans le 12e volume d'American Mineralogist où Dana rappelle les premiers travaux communs des deux jeunes scientifiques au sein du Cabinet minéralogique de Vienne et remarque la vigueur et la clarté d'esprit du professeur Tschermak maintenues jusqu'à ses derniers jours.

## Caractéristiques spéciales
De nombreuses discussions et expérimentations ont été menées sur la tschermakite, notamment sur sa synthèse avec d'autres amphiboles calciques, afin de déterminer les contraintes stœchiométriques et barométriques des différentes séries de solutions solides d'amphiboles. L'échange de cations (Mg, Fe, Ca) et les substitutions Si ↔ Al, Al-Tschermak, qui sont essentiels non seulement pour le groupe des amphiboles, mais aussi pour les pyroxènes, les micas et les chlorites, ont été au centre de ces études,. La tschermakite a été synthétisée au cours de nombreuses expériences, en association dans une solution solide ternaire avec deux autres pôles purs, la trémolite et la cummingtonite, pour relier ses diverses compositions à des conditions spécifiques de pression et de température. Les données thermodynamiques obtenues à partir de ces tests contribuent à la formulation d'équations géothermobarométriques applicables tant aux formes synthétiques que naturelles d'une variété de minéraux.